# NSC-68
국가안전보장회의 보고 제68호 또는 통칭 NSC-68은 미국 트루먼 정권기 중 1950년 4월 14일 미국 국가안전보장회의(NSC)가 작성한 전체 58쪽의 비밀 정책 문서이다. 이는 미국 냉전 정책에 관한 가장 중요한 문서중 하나로 공산 세력 확대에 대한 봉쇄에 높은 우선 순위를 부여하다는 결정을 담고 있어 냉전기의 향후 20년간 미국 외교 정책 형성에 지대한 영향을 미쳤다. NSC-68이 주장한 전략은 소련의 붕괴와 미국식 자유 자본주의적 가치관에 근거하는 "신세계 질서"의 출현과 함께 최종 승리를 이뤘다고 할 수 있다. 1950년 9월 30일에 트루먼 대통령이 NSC-68에 공식 서명했으며 1975년에 기밀 지정이 해제되었다.

## 같이 보기
- 봉쇄 정책
- 데탕트
- 롤백 (전술)
- 대통령 지시